# Cibere
A cibere savanyú leves vagy más ételek savanyítására használt készítmény (lé, de egyúttal annak üledéke is lehet). A 19/20. század fordulójáig az egész magyar nyelvterületen ismert és használatos volt, több tájegységben eltérő elnevezéseken.

## Neve és annak eredete
A cibere név (Erdélyben: cibre) a Dunától keletre volt jellemző. A Dunántúlon használt neve: keszőce, Észak-Magyarországon és a Felvidéken (Hont, Nógrád, Gömör vármegyében) kiszi – mindegyik számos alakváltozattal, de mindegyik név ugyanazt a háromféle, alapvetően savanyításra használt lé-, illetve levestípust jelölte.
A keszőce és kiszi elnevezés szláv jövevényszó, maga a 'cibere' bizonytalan eredetű; valószínűleg belső fejlődés eredménye.

## Típusai
1. Fő jelentése az erjesztett gabonalé, aminek alapanyaga a gabonaőrlet legerjedőképesebb része, a korpa. Ahol rozsot termeltek, annak korpáját használták, másutt főleg a búzáét. A korpát nagy cserép- vagy faedényben forró vízzel bővel leöntötték. Az erjedés gyorsítására gyakran kevertek hozzá kovászmagot, de pár nap alatt anélkül is savanyúvá erjedt. Télen meleg helyiségben, a kemence sarkában tartották, nyáron a napon. Főzéshez a leszűrt levet használták, az üledéket pedig újra felöntötték vízzel. Ugyanúgy hívták az egész készítményt, a korpáról leszűrt savanyú levet és az azzal főzött levest is.
Ecet módjára mindenfelé étel savanyítására használták, ezért Erdélyben, Bukovinában nevezték „savanyítónak” is. Üledékét szükség esetén felhasználták a tészta erjesztésére. A levet esetenként egyszerűen megitták, de a leggyakrabban levest készítettek belőle úgy, hogy főztek bele kását (köles-, hajdina-, kukorica-), tojást, habarták liszttel, tejföllel stb. Fogyasztották úgy is, hogy a levet aprított kenyérre öntötték és cukorral, vagy éppen borssal ízesítették – ha nem volt elég savanyú, még ecetet is adhattak hozzá (MNL5).
2. Gyümölcsből főzött, savanykás étel (főleg leves). Jellemzően gyümölcssajtból készítették úgy, hogy azt vízben felfőzték és behabarták – leggyakoribb változatának alapanyaga a vörösszilva. Készülhet szárított, aszalt vagy friss, de mindenképpen savanykás gyümölcsökből is Ettől nem függetlenül egyes vidékeinken az aszalt szilvát hívják ciberének. Főleg az Alföldön ciberének hívták a gyors fogyasztásra szánt, hozzáadott cukor nélkül készült, híg szilvalekvárt is.
3. Ecettel ízesített savanykás étel (főleg leves).

## Fogyasztása
1. A nyers lé üdítő italként elsősorban a nyári mezei munkákban volt igen kedvelt.
2. A levest az év bármely szakában főzhették, de mint afféle tipikus böjti ételt, a leginkább a nagyböjt idején; akkor akár naponta is – ezért személyesíti meg a népszokásban a hosszú böjti időszakot Cibere vajda, illetve a kiszebábu.
A korpából, durván őrölt darából erjesztett gabonalé szerte Kelet-Európában a 19. századig ételek alapanyaga, savanyítója, sőt akár önálló ital volt, amiből mindig volt a háztartásban. Régi, hagyományos ételként a 16. században még úri házaknál is szokásban volt a használata, de később a savanyítás más formái váltották fel. Egyes lengyel vidékeken egész évben, csaknem mindennap ették, a Kárpát-medencében azonban kimondottan böjti étel volt. A 19. század végére apránként a paraszti étrendből is kiszorult – használata a 20. századra jóformán csak Északkelet-Magyarországon maradt fenn. A gyümölcs alapanyagú levest egyes vidékeken máig főzik.

## Cibere régi magyar receptekben
A 18. század végén Simai Kristóf piarista szerzetes Selmecbányán lejegyzett kéziratos szakácskönyvének egyik étele az uborkaleves vagy cibere: "Szűrd le a kovásszal savanyított uborka levét, verd fel egy kis tiszta liszttel és egy tojásnak a sárgájával, de előbb az uborkalevet forrald
fel, és úgy habard fel liszttel és tojással, ezután ismét forrald fel, piríts kenyeret, aprítsd kockákra, ad fel, jó savanyú leves."